# Lijst van Belgische ministers van Binnenlandse Zaken
Dit is een lijst van ministers van Binnenlandse Zaken in de Belgische federale regering. 
Na de onafhankelijkheid van België, waren de bevoegdheden van Binnenlandse Zaken zeer uiteenlopend: politieke organisatie van het land, het bestuur van de provincies, steden en plattelandsgemeenten, de militie en gewapende burgerkorpsen, het openbaar onderricht, de schone kunsten, de erediensten, de gezondheidsdienst, de openbare werken, de landbouw en de nijverheid. Tot aan de Tweede Wereldoorlog, waren verschillende ministers van binnenlandse zaken ook 'hoofd van het kabinet' (eerste minister) of combineerden binnenlandse zaken met enkele andere mandaten. Zo werd in 1884 de bevoegdheid over het ministerie van openbaar onderricht naar binnenlandse zaken overgeheveld.

## Lijst
| Nr.   | Minister | Minister                                    | Partij | Partij                      | Begin             | Einde             | Regering(en)                                      |
| ----- | -------- | ------------------------------------------- | ------ | --------------------------- | ----------------- | ----------------- | ------------------------------------------------- |
| 1     |          | Jean-François Tielemans (1799-1888)         |        | Liberalen                   | 26 februari 1831  | 23 maart 1831     | Goblet                                            |
| 2     |          | Etienne de Sauvage (1789-1867)              |        | Liberalen                   | 23 maart 1831     | 3 augustus 1831   | De Sauvage De Mûelenaere                          |
| 3     |          | Charles de Brouckère (1796-1860)            |        | Liberalen                   | 3 augustus 1831   | 16 augustus 1831  | De Mûelenaere                                     |
| [ 1 ] |          | Théodore Teichmann (1788-1867)              |        | Liberalen                   | 16 augustus 1831  | 12 november 1831  | De Mûelenaere                                     |
| 4     |          | Isidore Fallon (1780-1861)                  |        | Katholieken                 | 12 november 1831  | 21 november 1831  | De Mûelenaere                                     |
| [ 1 ] |          | Barthélémy de Theux de Meylandt (1794-1874) |        | Katholieken                 | 21 november 1831  | 30 december 1831  | De Mûelenaere                                     |
| 5     |          | Barthélémy de Theux de Meylandt (1794-1874) |        | Katholieken                 | 30 december 1831  | 20 oktober 1832   | De Mûelenaere                                     |
| 6     |          | Charles Rogier (1800-1885)                  |        | Liberalen                   | 20 oktober 1832   | 4 augustus 1834   | Goblet-Lebeau                                     |
| (5)   |          | Barthélémy de Theux de Meylandt (1794-1874) |        | Katholieken                 | 4 augustus 1834   | 18 april 1840     | De Theux de Meylandt I                            |
| 7     |          | Charles Liedts (1802-1878)                  |        | Liberalen                   | 18 april 1840     | 13 april 1841     | Lebeau                                            |
| 8     |          | Jean-Baptiste Nothomb (1805-1881)           |        | Liberalen                   | 13 april 1841     | 19 juni 1845      | De Mûelenaere-Nothomb en Nothomb                  |
| [ 1 ] |          | Jules Joseph d'Anethan (1803-1888)          |        | Katholieken                 | 19 juni 1845      | 30 juli 1845      | Nothomb                                           |
| 9     |          | Sylvain Van de Weyer (1802-1874)            |        | Liberalen                   | 30 juli 1845      | 31 maart 1846     | Van de Weyer                                      |
| (5)   |          | Barthélémy de Theux de Meylandt (1794-1874) |        | Katholieken                 | 31 maart 1846     | 12 augustus 1847  | De Theux de Meylandt II                           |
| (6)   |          | Charles Rogier (1800-1885)                  |        | Liberale Partij             | 12 augustus 1847  | 31 oktober 1852   | Rogier I                                          |
| 10    |          | Ferdinand Piercot (1797-1877)               |        | Liberale Partij             | 31 oktober 1852   | 30 maart 1855     | De Brouckère                                      |
| 11    |          | Pierre de Decker (1812-1891)                |        | Katholieken                 | 30 maart 1855     | 9 november 1857   | De Decker                                         |
| (6)   |          | Charles Rogier (1800-1885)                  |        | Liberale Partij             | 9 november 1857   | 26 oktober 1861   | Rogier II                                         |
| 12    |          | Alphonse Vandenpeereboom (1812-1884)        |        | Liberale Partij             | 26 oktober 1861   | 3 januari 1868    | Rogier II                                         |
| 13    |          | Eudore Pirmez (1830-1890)                   |        | Liberale Partij             | 3 januari 1868    | 2 juli 1870       | Frère-Orban I                                     |
| 14    |          | Joseph Kervyn de Lettenhove (1817-1891)     |        | Katholieke Partij           | 2 juli 1870       | 7 december 1871   | D'Anethan                                         |
| 15    |          | Charles Delcour (1811-1889)                 |        | Katholieke Partij           | 7 december 1871   | 19 juni 1878      | De Theux-Malou                                    |
| 16    |          | Gustave Rolin-Jaequemyns (1835-1902)        |        | Liberale Partij             | 19 juni 1878      | 16 juni 1884      | Frère-Orban II                                    |
| 17    |          | Victor Jacobs (1838-1891)                   |        | Katholieke Partij           | 16 juni 1884      | 26 oktober 1884   | Malou                                             |
| 18    |          | Joseph Thonissen (1816-1891)                |        | Katholieke Partij           | 26 oktober 1884   | 24 oktober 1887   | Beernaert                                         |
| 19    |          | Joseph Devolder (1842-1919)                 |        | Katholieke Partij           | 24 oktober 1887   | 6 november 1890   | Beernaert                                         |
| 20    |          | Ernest Mélot (1840-1910)                    |        | Katholieke Partij           | 6 november 1890   | 2 maart 1891      | Beernaert                                         |
| 21    |          | Jules de Burlet (1844-1897)                 |        | Katholieke Partij           | 2 maart 1891      | 25 mei 1895       | Beernaert en De Burlet                            |
| 22    |          | Frans Schollaert (1851-1917)                |        | Katholieke Partij           | 25 mei 1895       | 5 augustus 1899   | De Burlet, De Smet de Naeyer I en Vandenpeereboom |
| 23    |          | Jules de Trooz (1857-1907)                  |        | Katholieke Partij           | 5 augustus 1899   | 31 december 1907  | De Smet de Naeyer II en De Trooz                  |
| [ 1 ] |          | Julien Liebaert (1848-1930)                 |        | Katholieke Partij           | 1 januari 1908    | 9 januari 1908    | De Trooz                                          |
| (22)  |          | Frans Schollaert (1851-1917)                |        | Katholieke Partij           | 9 januari 1908    | 5 augustus 1910   | Schollaert                                        |
| [ 1 ] |          | Frans Schollaert (1851-1917)                |        | Katholieke Partij           | 5 augustus 1910   | 5 september 1910  | Schollaert                                        |
| 24    |          | Paul Berryer (1868-1936)                    |        | Katholieke Partij           | 5 september 1910  | 21 november 1918  | Schollaert, De Broqueville I en II en Cooreman    |
| 25    |          | Charles de Broqueville (1860-1940)          |        | Katholieke Partij           | 21 november 1918  | 18 november 1919  | Delacroix I                                       |
| [ 1 ] |          | Albéric Ruzette (1866-1929)                 |        | Katholieke Partij           | 18 november 1919  | 2 december 1919   | Delacroix I                                       |
| 26    |          | Jules Renkin (1862-1934)                    |        | Katholieke Partij           | 2 december 1919   | 2 juni 1920       | Delacroix II                                      |
| 27    |          | Henri Jaspar (1870-1939)                    |        | Katholieke Partij           | 2 juni 1920       | 20 november 1920  | Delacroix II                                      |
| 28    |          | Henri Carton de Wiart (1869-1951)           |        | Katholieke Partij           | 20 november 1920  | 16 december 1921  | Carton de Wiart                                   |
| (24)  |          | Paul Berryer (1868-1936)                    |        | Katholieke Unie             | 16 december 1921  | 11 maart 1924     | Theunis I en II                                   |
| 29    |          | Prosper Poullet (1868-1937)                 |        | Katholieke Unie             | 11 maart 1924     | 17 juni 1925      | Theunis III Van de Vyvere                         |
| 30    |          | Edouard Rolin Jacquemyns (1863-1936)        |        | extraparlementaire liberaal | 17 juni 1925      | 20 mei 1926       | Poullet                                           |
| (27)  |          | Henri Jaspar (1870-1939)                    |        | Katholieke Unie             | 20 mei 1926       | 18 januari 1927   | Jaspar I                                          |
| 31    |          | Maurice Vauthier (1860-1931)                |        | Liberale Partij             | 18 januari 1927   | 22 november 1927  | Jaspar I                                          |
| 32    |          | Albert Carnoy (1878-1961)                   |        | Katholieke Unie             | 22 november 1927  | 19 oktober 1929   | Jaspar II                                         |
| 33    |          | Henri Baels (1878-1951)                     |        | Katholieke Unie             | 19 oktober 1929   | 18 mei 1931       | Jaspar II en III                                  |
| (27)  |          | Henri Jaspar (1870-1939)                    |        | Katholieke Partij           | 18 mei 1931       | 6 juni 1931       | Jaspar III                                        |
| (26)  |          | Jules Renkin (1862-1934)                    |        | Katholieke Unie             | 6 juni 1931       | 22 februari 1932  | Renkin I                                          |
| 34    |          | Henri Carton de Tournai (1878-1969)         |        | Katholieke Unie             | 22 februari 1932  | 22 oktober 1932   | Renkin I en II                                    |
| (31)  |          | Prosper Poullet (1868-1937)                 |        | Katholieke Unie             | 22 oktober 1932   | 10 januari 1934   | De Broqueville III en De Broqueville IV           |
| 37    |          | Hubert Pierlot (1883-1963)                  |        | Katholieke Unie             | 10 januari 1934   | 25 maart 1935     | De Broqueville IV, De Broqueville V en Theunis IV |
| 38    |          | Charles du Bus de Warnaffe (1894-1965)      |        | Katholieke Unie             | 25 maart 1935     | 13 juni 1936      | Van Zeeland I                                     |
| 39    |          | August de Schryver (1898-1991)              |        | Katholiek Blok              | 13 juni 1936      | 23 november 1937  | Van Zeeland II                                    |
| 40    |          | Octave Dierckx (1882-1955)                  |        | Liberale Partij             | 23 november 1937  | 15 mei 1938       | Janson                                            |
| 41    |          | Joseph Merlot (1886-1959)                   |        | BWP                         | 15 mei 1938       | 21 februari 1939  | Spaak I                                           |
| 42    |          | Willem Eekelers (1883-1954)                 |        | BWP                         | 21 februari 1939  | 16 april 1939     | Pierlot I                                         |
| 43    |          | Albert Devèze (1881-1959)                   |        | Liberale Partij             | 16 april 1939     | 5 januari 1940    | Pierlot II en III                                 |
| 44    |          | Arthur Vanderpoorten (1884-1945)            |        | Liberale Partij             | 5 januari 1940    | 28 augustus 1940  | Pierlot IV                                        |
| (37)  |          | Hubert Pierlot (1883-1963)                  |        | Katholiek Blok              | 22 november 1940  | 1 mei 1943        | Pierlot V                                         |
| (39)  |          | August de Schryver (1898-1991)              |        | Katholiek Blok              | 6 april 1943      | 27 september 1944 | Pierlot V                                         |
| 45    |          | Edmond Ronse (1889-1960)                    |        | Katholiek Blok              | 27 september 1944 | 12 februari 1945  | Pierlot VI en VII                                 |
| 46    |          | Adolphe Van Glabbeke (1904-1959)            |        | Liberale Partij             | 12 februari 1945  | 13 maart 1946     | Van Acker I en II                                 |
| (41)  |          | Joseph Merlot (1886-1959)                   |        | PSB                         | 13 maart 1946     | 31 maart 1946     | Spaak II                                          |
| 47    |          | Auguste Buisseret (1888-1965)               |        | Liberale Partij             | 31 maart 1946     | 20 maart 1947     | Van Acker III en Huysmans                         |
| 48    |          | Piet Vermeylen (1904-1991)                  |        | BSP                         | 20 maart 1947     | 11 augustus 1949  | Spaak III en IV                                   |
| 49    |          | Albert de Vleeschauwer (1897-1971)          |        | CVP                         | 11 augustus 1949  | 16 augustus 1950  | G. Eyskens I en Duvieusart                        |
| 50    |          | Maurice Brasseur (1909-1996)                |        | PSC                         | 16 augustus 1950  | 15 januari 1952   | Pholien                                           |
| 51    |          | Ludovic Moyersoen (1904-1992)               |        | CVP                         | 15 januari 1952   | 23 april 1954     | Van Houtte                                        |
| (48)  |          | Piet Vermeylen (1904-1991)                  |        | BSP                         | 23 april 1954     | 26 juni 1958      | Van Acker IV                                      |
| 52    |          | Charles Héger (1902-1984)                   |        | PSC                         | 26 juni 1958      | 6 november 1958   | G. Eyskens II                                     |
| 53    |          | René Lefebvre (1893-1976)                   |        | Liberale Partij             | 6 november 1958   | 25 april 1961     | G. Eyskens III                                    |
| 54    |          | Arthur Gilson (1915-2004)                   |        | PSC                         | 25 april 1961     | 28 juli 1965      | Lefèvre                                           |
| 55    |          | Alfons Vranckx (1907-1979)                  |        | BSP                         | 28 juli 1965      | 19 maart 1966     | Harmel                                            |
| 56    |          | Herman Vanderpoorten (1922-1984)            |        | PVV                         | 19 maart 1966     | 17 juni 1968      | Vanden Boeynants I                                |
| 57    |          | Lucien Harmegnies (1916-1994)               |        | PSB                         | 17 juni 1968      | 20 januari 1972   | G. Eyskens IV                                     |
| 58    |          | Renaat Van Elslande (1916-2000)             |        | CVP                         | 20 januari 1972   | 26 januari 1973   | G. Eyskens V                                      |
| 59    |          | Edouard Close (1929-2017)                   |        | PSB                         | 26 januari 1973   | 25 april 1974     | Leburton                                          |
| 60    |          | Charles Hanin (1914-2012)                   |        | PSC                         | 25 april 1974     | 10 juni 1974      | Tindemans I                                       |
| 61    |          | Joseph Michel (1925-2016)                   |        | PSC                         | 10 juni 1974      | 3 juni 1977       | Tindemans II en III                               |
| 62    |          | Henri Boel (1931-2020)                      |        | BSP                         | 3 juni 1977       | 3 april 1979      | Tindemans IV en Vanden Boeynants II               |
| 63    |          | Georges Gramme (1926-1985)                  |        | PSC                         | 3 april 1979      | 18 mei 1980       | Martens I en II                                   |
| 64    |          | Philippe Moureaux (1939-2018)               |        | PS                          | 18 mei 1980       | 22 oktober 1980   | Martens III                                       |
| 65    |          | Guy Mathot (1941-2005)                      |        | PS                          | 22 oktober 1980   | 26 februari 1981  | Martens IV                                        |
| 66    |          | Philippe Busquin (1941)                     |        | PS                          | 26 februari 1981  | 17 december 1981  | Martens IV en M. Eyskens                          |
| 67    |          | Charles-Ferdinand Nothomb (1936-2023)       |        | PSC                         | 17 december 1981  | 18 oktober 1986   | Martens V en VI                                   |
| (61)  |          | Joseph Michel (1925-2016)                   |        | PSC                         | 18 oktober 1986   | 9 mei 1988        | Martens VI en VII                                 |
| 68    |          | Louis Tobback (1938)                        |        | SP                          | 9 mei 1988        | 10 oktober 1994   | Martens VIII en IX en Dehaene I                   |
| 69    |          | Johan Vande Lanotte (1955)                  |        | SP                          | 10 oktober 1994   | 24 april 1998     | Dehaene I en II                                   |
| (68)  |          | Louis Tobback (1938)                        |        | SP                          | 24 april 1998     | 26 september 1998 | Dehaene II                                        |
| 70    |          | Luc Van den Bossche (1947)                  |        | SP                          | 26 september 1998 | 12 juli 1999      | Dehaene II                                        |
| 71    |          | Antoine Duquesne (1941-2010)                |        | PRL                         | 12 juli 1999      | 11 juli 2003      | Verhofstadt I                                     |
| 72    |          | Patrick Dewael (1955)                       |        | VLD                         | 12 juli 2003      | 30 december 2008  | Verhofstadt II en III en Leterme I                |
| 73    |          | Guido De Padt (1954)                        |        | Open Vld                    | 30 december 2008  | 17 juli 2009      | Van Rompuy                                        |
| 74    |          | Annemie Turtelboom (1967)                   |        | Open Vld                    | 17 juli 2009      | 6 december 2011   | Van Rompuy en Leterme II                          |
| 75    |          | Joëlle Milquet (1961)                       |        | cdH                         | 6 december 2011   | 22 juli 2014      | Di Rupo                                           |
| 76    |          | Melchior Wathelet (1977)                    |        | cdH                         | 22 juli 2014      | 11 oktober 2014   | Di Rupo                                           |
| 77    |          | Jan Jambon (1960)                           |        | N-VA                        | 11 oktober 2014   | 9 december 2018   | Michel I                                          |
| 78    |          | Pieter De Crem (1962)                       |        | CD&V                        | 9 december 2018   | 1 oktober 2020    | Michel II, Wilmès I en Wilmès II                  |
| 78    |          | Annelies Verlinden (1978)                   |        | CD&V                        | 1 oktober 2020    | 3 februari 2025   | De Croo                                           |
| 79    |          | Bernard Quintin (1971)                      |        | MR                          | 3 februari 2025   | heden             | De Wever                                          |